# Alberto Ribeiro (cantor)
Alberto Ribeiro (Ermesinde, 29 de fevereiro de 1920 — Porto, 26 de junho de 2000), foi um cantor e ator português, muito popular, sobretudo na década de 40 e inícios dos anos 50 do século XX.

## Biografia
Alberto Dias Ribeiro nasceu em 29 de fevereiro de 1920 em Ermesinde, concelho de Valongo, distrito do Porto.
Oriundo de uma família de artistas, tinha um irmão e uma irmã que também cantavam, mas que não foram muito conhecidos. Ficou famoso pela sua voz extensa, a sua facilidade em utilizar os agudos e pelo seu timbre quente.
Obteve grande popularidade, surgindo como um dos intérpretes principais da película Capas Negras (1947), onde contracenou com a fadista Amália Rodrigues, continuando no período que se lhe seguiu como vedeta de cinema em várias películas nacionais.
Em 1946, foi inaugurada no Parque Mayer a peça Sala Júlia Mendes, na qual Alberto Ribeiro foi um dos principais intérpretes, juntamente com Amália.
Participou em várias operetas, quer por sua figura, quer por seu cantar era o intérprete ideal, para um espetáculo muito popular na época.
Na década de 1960, voltou ao palco no âmbito da comemoração dos 25 anos da opereta Nazaré, na qual interpretava, entre outras canções, "Maria da Nazaré" de sua autoria, em parceria com o poeta António Vilar da Costa e que tinha sido um estrondoso êxito na década de 1940. Refira-se ainda que foi ele o criador do tema "Cartas de Amor", mais tarde muito popularizado por Tony de Matos. No citado filme, em que coprotagonizava com Amália, interpretou "Coimbra", canção que a fadista tornaria internacionalmente conhecida. O intérprete de "Marianita", "Senhora da Nazaré", "Soldados de Portugal", "O Porto É Assim" ou "Eu Já Não Sei", esse último retomado por outros nomes como Florência.
Passado pouco tempo, retira-se novamente de cena, sem que ninguém o compreenda, remetendo-se a um silêncio que ninguém conseguiu quebrar. Apesar disso, os seus admiradores não o esqueceram, tendo surgido várias reedições dos seus discos.
Alberto Ribeiro morreu em maio de 2002, no Porto.
Na sua terra natal existe uma rua com o seu nome.

## Discografia

### Compilações
- 1991 - O Melhor de Alberto Ribeiro (CD, EMI-Valentim de Carvalho)[4]
- 1994 - O Melhor dos Melhores n.º 1 (CD, Movieplay)[5]

## Filmografia
Segundo o IMDB:
- 1946 - Ladrão de Luva Branca, com Guante Blanco
- 1946 - Um Homem do Ribatejo
- 1947 - Capas Negras, como José Duarte
- 1950 - Cantiga da Rua
- 1953 - Rosa de Alfama, como capitão José
- 1958 - O Homem do Dia (também como produtor)